# Черіша
Черіша (рум. Cerișa) — село у повіті Селаж в Румунії. Входить до складу комуни Халмешд.
Село розташоване на відстані 409 км на північний захід від Бухареста, 36 км на захід від Залеу, 90 км на північний захід від Клуж-Напоки.

## Населення
За даними перепису населення 2002 року у селі проживали 606 осіб.
Національний склад населення села:
| Національність | Кількість осіб | Відсоток |
| -------------- | -------------- | -------- |
| румуни         | 438            | 72,3%    |
| цигани         | 156            | 25,7%    |
| словаки        | 11             | 1,8%     |

Рідною мовою назвали:
| Мова      | Кількість осіб | Відсоток |
| --------- | -------------- | -------- |
| румунська | 590            | 97,4%    |
| словацька | 11             | 1,8%     |
| циганська | 5              | 0,8%     |